# Іванов Андрій Андрійович (актор)
Андрій Андрійович Іванов (нар. 13 травня 1990) — російський блогер і актор.

## Біографія
Андрій народився 13 травня 1990 року в місті Вітебськ. Його батько працював клоуном (помер в 1993 році). Є старший брат Василь. У 1990-ті роки Андрій разом з матір'ю переїхав до Москви, де в 2005 році після закінчення школи вступив до коледжу художніх ремесел № 59 на спеціальність червонодеревець-столяр, потім перейшов на спеціальність художник декоративно-прикладного мистецтва. У 2010 вступив в Державне училище циркового та естрадного мистецтва на естрадне відділення, але через рік пішов звідти і оттуда.
У 2011 році вступив на акторський факультет у Всеросійський державний інститут кінематографії імені С. А. Герасимова на курс Володимира Петровича Фокіна. Закінчив його в 2015 році.

## Кар'єра
З 2013 по 2014 рік грав у Театрі націй роль стриптизера і ватажка банди в спектаклі «Жанна».
У 2014 році знявся в короткометражному фільмі «Спадщина» разом з Веніаміном Смєховим.
Лауреат третьої премії конкурсу читців імені Я. М. Смоленського (2014).
З 2014 року є актором театру «Et cetera». З 2015 року грає роль Миколи Чехова у виставі «Ваш Чехов».
У липні 2016 року Андрій став блогером, відкривши сторінку в Instagram. В даний час кількість його передплатників перевищила 4,4 мільйона за основним профілем і 750 тисяч по додатковому.
28 серпня 2016 року відкрив канал на Youtube. В кінці 2017 року розпочав знімати спільні вайни з актрисою Лілією Абрамової, яка грала роль його матері. Також в їх відеороликах періодично з'являлися Марина Федунків (тітка Марина), Ольга Антипова (бабуся), Катерина Іванчикова (педагог по вокалу), Діма Білан (колишній хлопець Свєти, новий хлопець Христини Golden Butterfly). В даний час аудиторія каналу перевищує 3 мільйони підписників.

## Театральні роботи

### Театр націй
- 2013-2014 - "Жанна" - ватажок банди.

### Театр«Et cetera»
- 2015-2019 - "Ваш Чехов" - Микола Чехов.

## Фільмографія
- 2014 - Темний світ: Рівнавага  - хімік Іраклій (1 епізод);
- 2014 - Сліпа - сантехнік Коля (1 сезон, 27 серія);
- 2014 - Спадщина (короткометражний);